# Дандолк Буллз
«Дандолк Балз» (ирл. Dundalk Bulls) — ирландский хоккейный клуб из города Дандолк. Основан в 2007 году. Домашней ареной клуба является Ледовый дворец Дандолк.

## История
Хоккейный клуб «Дандолк Буллз» был основан в 2007 году. В том же клуб заявился в новосозданную ирландскую лигу, в первом же сезоне завоевав чемпионство. В 2009 году клуб принял участие в континентальном кубке, заняв третье место из четырёх в группе А первого раунда турнира.

## Достижения клуба
- Чемпионат Ирландии по хоккею:
  - Победители (2) : 2008, 2009